# Anna Pavlovna de Russie
Pour les articles homonymes, voir Anne de Russie.
Titres
Reine consort des Pays-Bas
7 octobre 1840 – 7 mars 1849
(8 ans et 5 mois)
Grande-duchesse consort de Luxembourg
7 octobre 1840 – 7 mars 1849
(8 ans et 5 mois)
Duchesse consort de Limbourg
7 octobre 1840 – 7 mars 1849
(8 ans et 5 mois)
Anna Pavlovna Romanova (en russe : Анна Павловна) , née le 18 janvier 1795 à Saint-Pétersbourg et morte le 1er mars 1865 à La Haye, est une grande-duchesse de Russie devenue reine consort des Pays-Bas par son mariage avec Guillaume II.

## Biographie

### Origines familiales
Anna Pavlovna appartient à la première branche de la maison d'Oldenbourg-Russie (Holstein-Gottorp-Romanov) issue de la première branche de la maison d'Holstein-Gottorp, elle-même issue de la première branche de la maison d'Oldenbourg. Elle est l'ascendante du roi Guillaume-Alexandre des Pays-Bas.
Elle est le huitième enfant et la sixième fille de Paul Ier de Russie et de Sophie-Dorothée de Wurtemberg.

### Contexte historique (1799-1809)
Elle naît sous le règne de sa grand-mère, la Catherine la Grande, au moment où, après avoir vaincu les forces de la Première Coalition, les armées françaises commencent à envahir l'Europe et à propager les idées de la Révolution française.

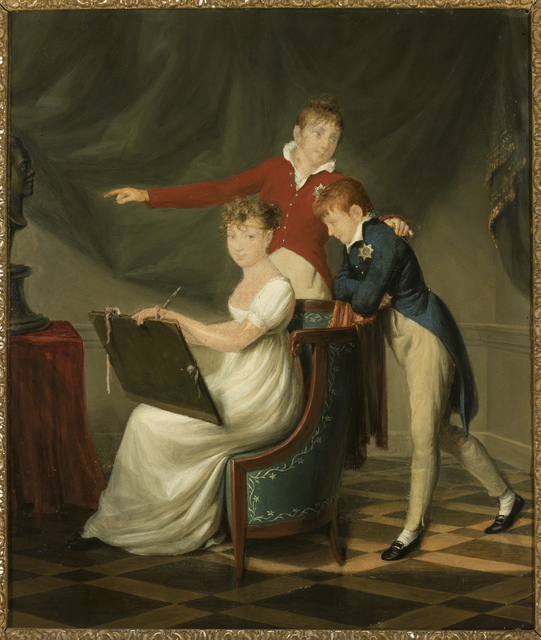
François Ferrière, Portrait d'Anna Pavlovna avec ses frères Nicolas et Michel Pavlovitch, 1806

Elle est la plus jeune des filles du couple grand-ducal. Viendront ensuite deux frères , Nicolas en 1796 et Michel en 1798. La petite grande-duchesse est encore au berceau que ses frères et sœurs aînés se marient. En 1793, l'impératrice marie son petit-fils - dont elle veut faire son héritier au détriment de son fils - à la princesse Louise-Augusta de Bade. Alliant l'inclination réciproque aux besoins de la politique, la grande-duchesse Alexandra Pavlovna de Russie était promise au roi Gustave IV de Suède mais la différence de religion s'imposa comme un obstacle insurmontable qui causa à l'impératrice une peine qui nuisit à sa santé. L'impératrice mourut le 17 novembre 1796 (calendrier grégorien) et son fils, le père de la grande-duchesse Anna Pavlovna, lui succéda sous le nom de Paul Ier de Russie.
La très catholique maison de Habsbourg-Lorraine sut surmonter l'obstacle et en 1799, la grande-duchesse Alexandra épousa l'archiduc Joseph d'Autriche, palatin de Hongrie. La même année la grande-duchesse Hélène Pavlovna de Russie épousa Frédéric-Louis de Mecklembourg-Schwerin, héritier du duché éponyme. Les deux princesses moururent prématurément. En France, le général Napoléon Bonaparte prend le pouvoir en France et instaure un régime autoritaire. Déçu par l'Angleterre, Paul Ier envisage alors un rapprochement avec la France, mais il est assassiné en 1801 par un groupe d'officiers.
Le frère aîné d'Anna devient tsar à l'âge de 24 ans, sous le nom d'Alexandre Ier de Russie. En 1804, la grande-duchesse Maria Pavlovna de Russie épouse le duc héritier Frédéric-Charles de Saxe-Weimar-Eisenach. La grande-duchesse Anna, qui vient d'avoir neuf ans, est la seule fille du couple à rester en Russie. En France, le Premier Consul Bonaparte se fait proclamer empereur des Français et la guerre embrase de nouveau l'Europe. En 1805, les armées austro-russes sont vaincues à Austerlitz, puis les armées prussiennes et russes en 1806-1807, enfin l'armée autrichienne en 1809.

### Projets de mariage pour la grande-duchesse Anna

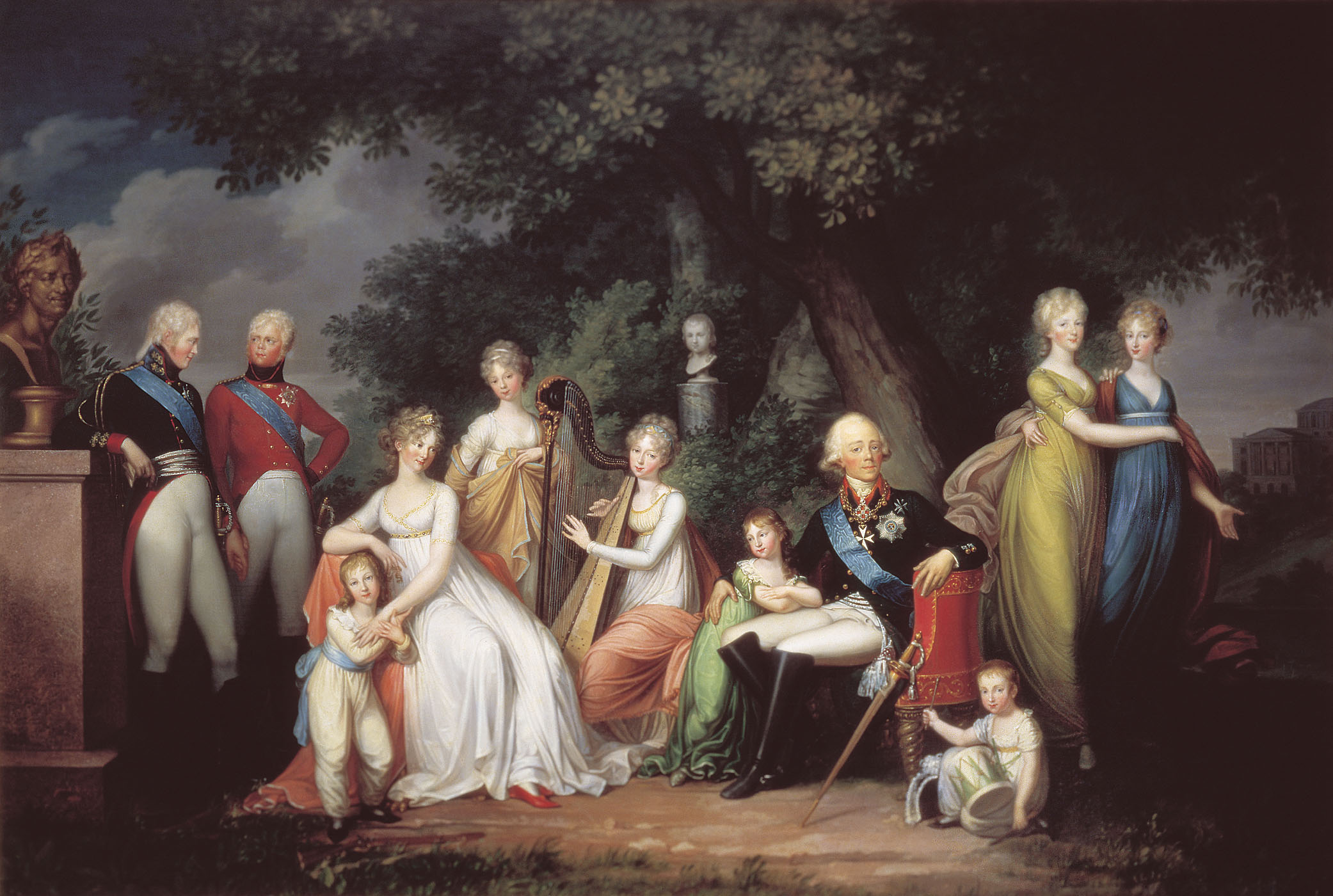
La famille du tsar Paul Ier en 1800

Ne pouvant pas avoir d'enfant de son épouse Joséphine de Beauharnais, Napoléon envisage après son couronnement de se séparer d'elle et de se remarier à une princesse issue d'une famille régnante, afin de consolider la dynastie qu'il vient de fonder. En 1809, il prend la décision de divorcer de l'impératrice Joséphine.
Son choix se porte sur deux princesses, Marie-Louise d'Autriche, âgée de 18 ans, fille de l'empereur d'Autriche, et Anna Romanov, âgée de 14 ans, sœur de l'empereur de Russie. Les Romanov, notamment l'impératrice douairière, mère du tsar et d'Anna, sont hostiles au mariage d'une des leurs avec celui qu'ils considèrent comme le « parvenu corse ». Voulant éviter une humiliation venant de la cour orthodoxe de Russie, l'empereur des Français porte son choix sur l'archiduchesse catholique, d'autant qu'Anne est encore un peu jeune.
En 1814, Alexandre Ier envisage le mariage de sa sœur avec un autre Français, le duc de Berry, fils du comte d'Artois (futur Charles X), dans le but de resserrer les liens entre les cours de France et de Russie. Dans ce cas, c'est le roi Louis XVIII, oncle du duc de Berry, qui estime que les Romanov ne sont pas dignes d'épouser un Bourbon[réf. nécessaire]. De plus, ce mariage aurait impliqué la conversion d'Anna au catholicisme, ce qui est rejeté par elle et sa mère.
Un autre prétendant est l'archiduc-héritier Ferdinand d'Autriche. Ce projet est abandonné en raison de différents problèmes politiques.

### Le mariage avec Guillaume d'Orange (1816)

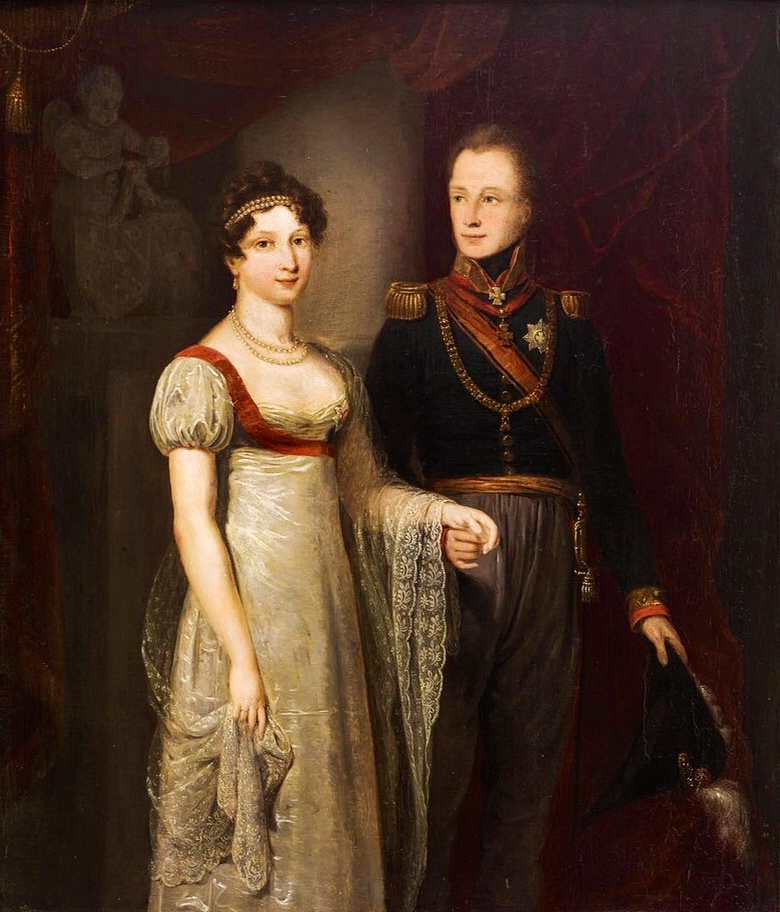
Le prince et la princesse d'Orange (1816)

En 1815, Napoléon, définitivement vaincu, est exilé à Sainte-Hélène. Afin d'éviter de nouvelles révolutions, les familles régnantes d'Europe décident de resserrer leurs liens par la Sainte Alliance, notamment par une politique de mariages.
Le tsar Alexandre, qui cherche un époux pour Anna, âgée de 20 ans, entend parler de Guillaume, prince d'Orange, héritier du royaume des Pays-Bas, fils du roi Guillaume Ier et de Wilhelmine de Prusse, sœur du roi Frédéric-Guillaume III de Prusse, surnommé le « héros de Waterloo ». Guillaume d'Orange a déjà été fiancé à Charlotte de Galles, ce qui explique qu'il n'ait pas été approché jusque-là.
En décembre 1815, il se rend officiellement à Saint-Pétersbourg pour demander la main d'Anna. En épousant une grande-duchesse de Russie, le futur monarque néerlandais trouve en la personne du tsar un protecteur puissant qui le protège des ambitions anglaises, prussiennes et françaises. Pour la grande-duchesse qui a passé la vingtaine, c'est un mariage dynastique. Le nouveau royaume des Pays-Bas est bien loin de son pays natal et bien petit par rapport à l'immensité de la Sainte Russie. La cour est bien moins brillante et plus austère qu'à Saint-Petersbourg mais elle accueille favorablement ce projet, car elle obtient le droit de conserver sa foi orthodoxe, bien que son futur époux soit calviniste.
Le mariage a lieu le 21 février 1816, selon le rite orthodoxe, en la chapelle du palais d'Hiver au pavillon des Roses de Saint-Pétersbourg.
Le 22 août 1816, le couple arrive aux Pays-Bas. Habituée au faste orthodoxe, la princesse se retrouve dans une cour calviniste austère. Le couple vit d'abord à Bruxelles où la princesse donne le jour à leur fils aîné afin de se concilier les sujets belges et la monarchie. Les autres enfants naîtront au Palais de Soestdijk, près d'Utrecht. Le couple aura cinq enfants : 

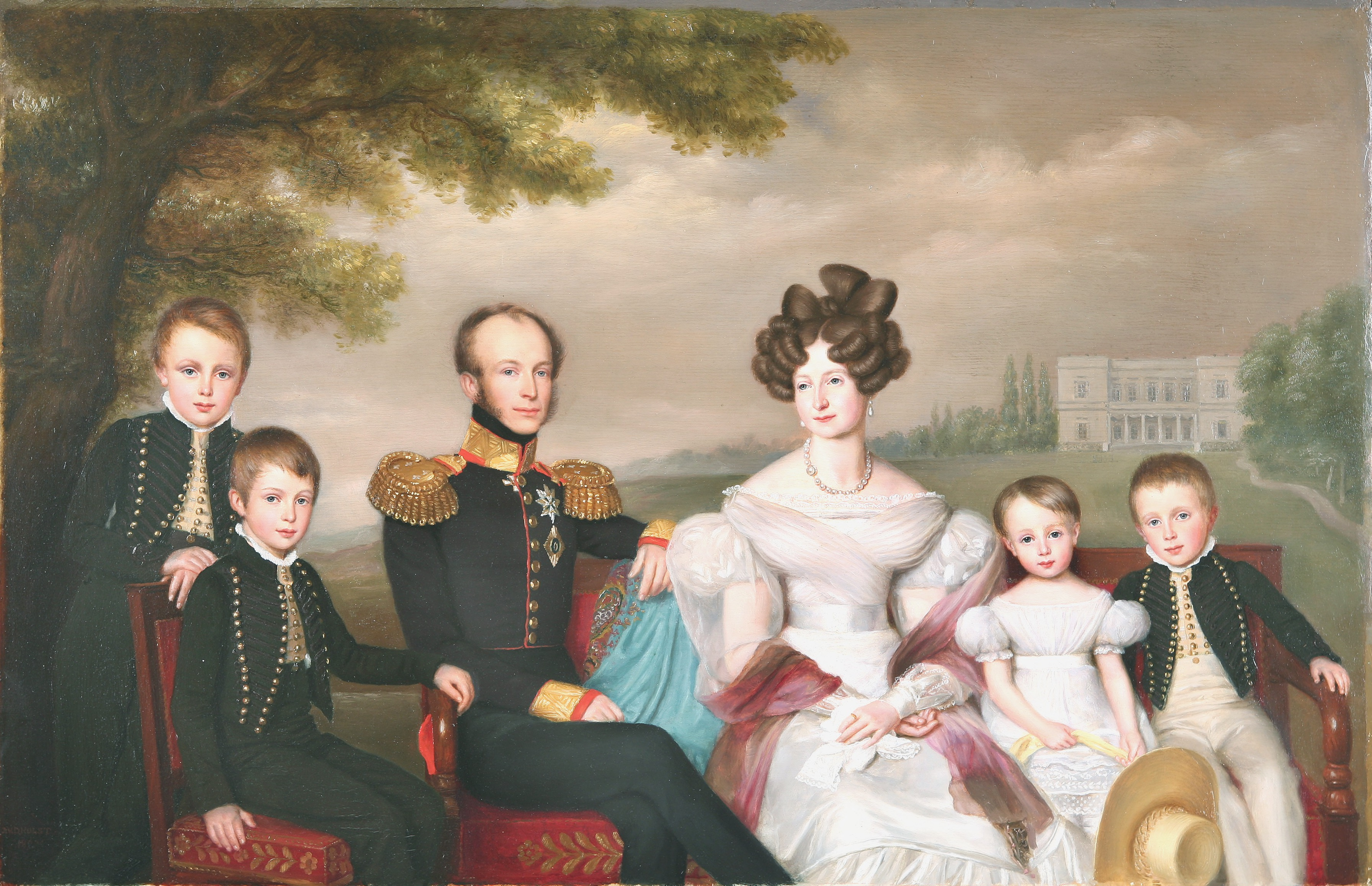
La famille des princes d'Orange en 1830

- Guillaume (1817-1890), roi des Pays-Bas en 1849 ; épouse en premières noces en 1839 Sophie de Wurtemberg (1818-1877), d'où trois fils dont un mort en bas âge ;
- Alexandre (1818-1848) ;
- Henri (1820-1879), gouverneur du Luxembourg ; épouse en premières noces en 1853 Amélie de Saxe-Weimar-Eisenach (1830-1872);
- Casimir, mort en bas-âge en 1822 ;
- Sophie (1824-1897), qui épouse en 1842 son cousin Charles-Alexandre, grand-duc de Saxe-Weimar-Eisenach (1818-1901) d'où un fils et trois filles.

Comme l'exige son mariage avec un prince néerlandais, ses enfants sont élevés dans la confession calviniste. Ils conservent cependant certaines pratiques culturelles russes : ainsi leurs portraits dans l'ivoire en uniforme de l'armée russe.
Durant les années où elle n'est que princesse, elle étudie la langue néerlandaise, la littérature et l'histoire des Pays-Bas. Elle crée de nombreux établissements d'enseignement pour les enfants des classes pauvres. Le jeune couple est populaire et d'aucuns pensent à l'indépendance de la Belgique avec le prince d'Orange pour roi. Populaire, le prince d'Orange est honni après avoir fait bombardé Anvers révoltée en 1830. La Belgique obtient son indépendance. Le traité de Londres de 1839, lui assure la protection de la Grande-Bretagne et proclame le pays neutre mais l'oblige à rendre aux royaume des Pays-Bas une partie du Luxembourg et du Limbourg.
En 1840, le roi Guillaume Ier des Pays-Bas abdique en faveur de son fils.

### Reine des Pays-Bas (1840-1849)

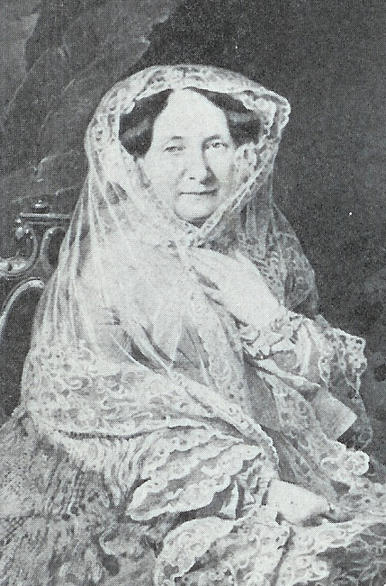
Photographie de la reine Anna (1855)

La princesse Anna devient reine consort des Pays-Bas et grande-duchesse de Luxembourg le 7 octobre 1840, après l'abdication de Guillaume Ier.
La religion orthodoxe interdisant le mariage entre cousins germains, elle s'oppose au mariage de son fils aîné avec la princesse Sophie de Wurtemberg, fille de sa sœur Catherine. N'ayant pas eu gain de cause, elle reste très proche de son fils mais traite assez mal sa belle-fille et nièce, jeune femme intelligente mariée contre son gré à un rustre[réf. nécessaire].
Le roi Guillaume II des Pays-Bas est un homme intelligent qui sait éviter à son pays les soubresauts sanglants de la révolution de 1848 mais cette année est endeuillée par la mort accidentelle du prince Alexandre, jeune homme brillant qui faisait la joie des siens.
Après la mort de son époux en 1849, la reine Anna se retire dans le petit palais d’été de La Haye, le palais de Rustenburg (situé à l'emplacement des jardins de l'actuel palais de la Paix, siège de la Cour internationale de justice).
Le nouveau roi Guillaume III mène une politique ultra-conservatrice. Son couple bat de l'aile. La mort du petit prince Maurice des Pays-Bas (1843-1850), lui donne le coup de grâce Après la naissance du prince Alexandre des Pays-Bas (1851-1884), le couple royal se sépare officieusement en 1855. La prince héritier restant sous la garde de son père, le prince Alexandre et confié à sa mère. La reine-mère meurt au palais de Rustenburg en 1865 et est inhumée dans la crypte royale de la Nouvelle église à Delft.

## Distinctions
- 18 janvier 1795 : dame grand-croix de l'ordre de Sainte-Catherine[4].
- 1er février 1842 : dame de l’ordre de la Reine Marie-Louise d’Espagne[5].

## Hommages

### Toponymie
Le polder Anna Paulowna est créé en 1860 en Hollande-Septentrionale en son honneur. Ce polder constitue la commune d'Anna Paulowna.

### Botanique

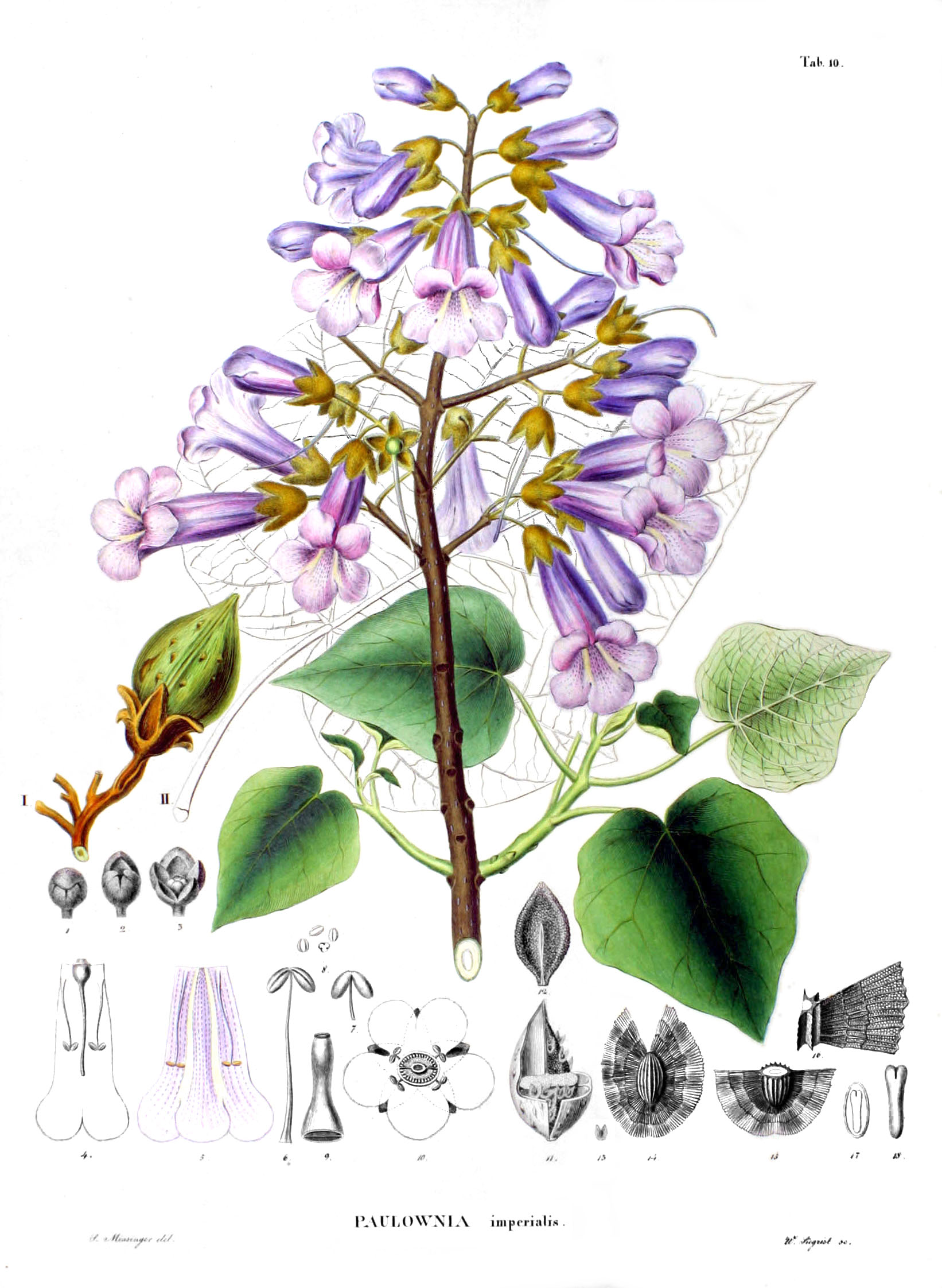
Paulownia tomentosa, parfois appelé « arbre d'Anna Paulowna »

L'arbre Paulownia tomentosa, originaire du nord de la Chine, a été ainsi nommé en son honneur en 1834 par Philipp Franz von Siebold.